# Scud (réalisateur)
Pour le missile balistique, voir Scud.
Scud, de son vrai nom Danny Cheng Wan-cheung (雲翔), né le 20 mars 1967, est un réalisateur, scénariste et producteur hongkongais. Il explore des thèmes inhabituels dans le cinéma hongkongais comme l'homosexualité ou la drogue et cite parmi ses influences Pier Paolo Pasolini, Pedro Almodóvar et Peter Greenaway. La nudité est très présente dans ses films.
En septembre 2022, il annonce vouloir arrêter de réaliser après avoir achevé son dixième film.

## Filmographie
- 2008 : City Without Baseball
- 2009 : Permanent Residence
- 2010 : Amphetamine
- 2011 : Love Actually... Sucks!
- 2013 : Voyage
- 2015 : Utopians
- 2017 : Thirty Years of Adonis
- 2022 : Apostles
- 2022 : Bodyshop
- 2023 : Naked Nations: Hong Kong Tribe